# Пречисто-Каменка
Пречи́сто-Ка́менка — село в Кувшиновском районе Тверской области России, входит в состав Прямухинского сельского поселения, до 2015 года административный центр Пречисто-Каменского сельского поселения.
Находится на реке Каменке, притоке Осуги. До районного центра Кувшиново — 19 км, от автодороги «Торжок—Осташков» до села 5 км (поворот у Большого Борка).

## История
Известно с XVI века как монастырское село и крупный торговый центр на тракте Вышний Волочек — Ржев.
Согласно ревизским сказкам (без священнослужителей):
на 1834 год - 80 домохозяйств, 428 чел. (200 мужчин и 228 женщин);
на 1850 год - 80 домохозяйств, 465 чел. (214 мужчин и 251 женщина);
на 1858 год - 75 домохозяйств, 487 чел. (229 мужчин и 258 женщин).
В середине XIX века жители - государственные крестьяне, погост (село) Пречистая Каменка относился к Васильевской волости Кашуевскому сельскому обществу. 
В конце XIX-начале XX века село было центром прихода и волости Новоторжского уезда Тверской губернии. В 1884 году в состав Пречисто-Каменской волости входили 37 селений (1249 дворов) с 6972 жителями. В самом селе 94 двора, 549 жителей, земское училище, мельница, питейное заведение; промыслы: кузнецы, скорняки, красильщики, отхожие — каменщики, тряпичники, слесари.
В 1940 году село центр Пречисто-Каменского сельсовета Каменского района Калининской области.
В 1997 году — 95 хозяйств, 246 жителей. Администрация сельского округа, центральная усадьба колхоза им. М. И. Калинина, неполная средняя школа, ДК, отделение связи, сберкасса, магазин.

## Население
| 1859 | 1884 | 1920 | 1997 | 2002 | 2010 |
| ---- | ---- | ---- | ---- | ---- | ---- |
| 526  | ↗549 | ↘499 | ↘246 | ↘198 | ↗210 |

## Достопримечательности
Близ Пречисто-Каменки — селище XV—XVII веков, 7 гранитных крестов с надписями XVI века (4 креста перевезены в 1986 году в Этнографический музей под Торжок).

## Известные люди
В погосте Пречистая Каменка в семье государственных крестьян родился фельдшер Казицынской земской лечебницы Арсений Дмитриевич Каменский (19.10.1851 - 04.12.1890), с 1873 года до дня своей смерти проживавшей в сельце Казицыно, лечил крестьян деревень Поведского прихода.